# SDO (Schoonoord)
SDO is de korfbalvereniging uit Schoonoord in de Nederlandse provincie Drenthe. Er wordt korfbal gespeeld op sportveld Schoonoord bij het eigen clubhuis. De zaalwedstrijden worden aan de overkant van de straat gespeeld in sporthal Schoonoord. De vereniging is een zaterdagvereniging.

## Over SDO (S)
SDO (S) is op 26 maart 1926 opgericht, waar het eerst haar wedstrijden en trainingen afwerkte in Schoonoord. De laatste jaren blijft het aantal rond de 120 leden.

## Historie
In Schoonoord werd al in 1909 onder de naam van Velocitas gekorfbald. De beginnende korfballers werden getraind door militairen uit Assen. Velocitas had haar werkgebied ten noorden van de brug in Schoonoord. Aan de zuidzijde werd later ook een vereniging opgericht, namelijk Aurora. In 1926 fuseerden de beide verenigingen en werd SDO opgericht. Het duurde tot 1935, voordat SDO zich bij de bond aansloot. Dat er flink werd getraind blijkt uit het feit, dat tot 1941 een aantal DKB-kampioenschappen werden behaald. In die jaren streed SDO zelfs mee om het Districtskampioenschap. Helaas is door een brand een groot gedeelte van het oudste archief verloren gegaan. In de naoorlogse jaren is SDO weer opgestart.

## De Strafworp
De SDO berichten vonden vroeger hun weg in De Bijenkorf. Daarna was er vele jaren De Strafworp. Decennia lang maakten vrijwilligers deel uit van de redactie. Aan de papieren Strafworp is in oktober 2015 een einde gekomen met de intrede van de nieuwe redactie/websitecommissie. Incidenteel, waaronder het 90 jarige jubileum, is er nog een papieren Strafworp uitgekomen.

## Competitie
Aan de competitie nemen in het seizoen 2024 in totaal 5 teams deel. Hiervan zijn 2 seniorenteams, 1 juniorenteam,  1 D-pupillenteam en 1 F-pupillenteams.

## Hoofdtrainers
| Jaren       | Hoofdtrainer  |
| ----------- | ------------- |
| 2022- Heden | Menno Lunshof |
| 2020 - 2022 | Bert Snijder  |
| 2016 - 2020 | Wim Hulshof   |
| 2014 - 2016 | Bob Roukes    |
| 2011 - 2014 | Bert Dalmolen |
| 2010 - 2011 | Dick Bos      |